# Liste der Monuments historiques in Pérouges
Die Liste der Monuments historiques in Pérouges führt die Monuments historiques in der französischen Gemeinde Pérouges auf.

## Liste der Bauwerke
| Bezeichnung                         | Beschreibung | Standort                                                 | Kennzeichnung | Schutzstatus | Datum     | Bild           |
| ----------------------------------- | ------------ | -------------------------------------------------------- | ------------- | ------------ | --------- | -------------- |
| Haus Carrière                       |              | Rue des Rondes (Lage)                                    | PA00116508    | Inscrit      | 1929      | weitere Bilder |
| Schule                              |              | Rue des Rondes (Lage)                                    | PA00116449    | Inscrit      | 1929      | weitere Bilder |
| Pferdestall Gerlier                 |              | Rue des Rondes (Lage)                                    | PA00116451    | Inscrit      | 1929      | weitere Bilder |
| Pferdestall Schlutz                 |              | Rue des Rondes (Lage)                                    | PA00116452    | Inscrit      | 1929      | weitere Bilder |
| Pferdestall Thimon                  |              | Rue des Rondes (Lage)                                    | PA00116450    | Inscrit      | 1929      | weitere Bilder |
| Pferdestall Vernay                  |              | Rue des Rondes (Lage)                                    | PA00116453    | Classé       | 1937      | weitere Bilder |
| Kirche Ste-Marie-Madeleine          |              | Place de l’église, Porte d’En-Haut (Lage)                | PA00116454    | Classé       | 1912      | weitere Bilder |
| Salzspeicher                        |              | Rue des Rondes (Lage)                                    | PA00116514    | Classé       | 1921      | weitere Bilder |
| Krankenhaus                         |              | Rue des Rondes (Lage)                                    | PA00116455    | Inscrit      | 1929      | weitere Bilder |
| Hostellerie du Vieux Pérouges       |              | Place de la Halle (Lage)                                 | PA00116456    | Classé       | 1941      | weitere Bilder |
| Hostellerie du Vieux Pérouges       |              | Place de la Halle (Lage)                                 | PA00116457    | Classé       | 1921      | weitere Bilder |
| Gebäude                             |              | Rue des Contreforts (Lage)                               | PA00116461    | Classé       | 1921      | weitere Bilder |
| Haus                                |              | Rue du Prince (Lage)                                     | PA00116499    | Classé       | 1921      | weitere Bilder |
| Haus                                |              | Rue des Rondes (Lage)                                    | PA00116501    | Classé       | 1921      | weitere Bilder |
| Haus                                |              | Rue des Rondes Rue du For (Lage)                         | PA00116502    | Inscrit      | 1925      | weitere Bilder |
| Haus                                |              | Rue des Rondes (Lage)                                    | PA00116515    | Classé       | 1921      | weitere Bilder |
| Haus                                |              | Place des Tilleuls Rue de la Halle-au-For (Lage)         | PA00116505    | Inscrit      | 1965      | weitere Bilder |
| Haus                                |              | Rue des Contreforts (Lage)                               | PA00116509    | Inscrit      | 1929      | weitere Bilder |
| Haus                                |              | Rue de la Halle-au-For Rue du For (Lage)                 | PA00116511    | Classé       | 1941      | weitere Bilder |
| Haus                                |              | Rue des Rondes (Lage)                                    | PA00116512    | Inscrit      | 1929      | weitere Bilder |
| Haus                                |              | Rue des Rondes (Lage)                                    | PA00116513    | Inscrit      | 1929      | weitere Bilder |
| Haus Bache                          |              | Rue des Rondes (Lage)                                    | PA00116463    | Classé       | 1930      | weitere Bilder |
| Haus Berges                         |              | Porte d’En-Haut (Lage)                                   | PA00116506    | Classé       | 1912      | weitere Bilder |
| Haus Berges                         |              | Rue des Rondes (Lage)                                    | PA00116525    | Classé       | 1921      | weitere Bilder |
| Haus der Sonnenuhr                  |              | Place de la Halle (Lage)                                 | PA00116464    | Inscrit      | 1927      | weitere Bilder |
| Haus Cazin                          |              | Rue des Rondes Rue de la Place (Lage)                    | PA00116465    | Classé       | 1921      | weitere Bilder |
| Haus Devigne                        |              | Rue des Rondes (Lage)                                    | PA00116466    | Classé       | 1930      | weitere Bilder |
| Maison des Dîmes                    |              | Rue des Rondes Rue des Contreforts (Lage)                | PA00116467    | Classé       | 1921      | weitere Bilder |
| Haus und Stadtbefestigung           |              | Rue des Rondes (Lage)                                    | PA00116516    | Inscrit      | 1929      |                |
| Haus Falconnet                      |              | Rue des Rondes (Lage)                                    | PA00116458    | Classé       | 1941      | weitere Bilder |
| Haus Gagneux                        |              | Rue des Rondes (Lage)                                    | PA00116468    | Inscrit      | 1929      | weitere Bilder |
| Haus Gerlier                        |              | Rue des Rondes (Lage)                                    | PA00116469    | Classé       | 1921      | weitere Bilder |
| Haus Grezin                         |              | Rue des Rondes (Lage)                                    | PA00116470    | Classé       | 1921      | weitere Bilder |
| Haus Guedon                         |              | Rue des Rondes (Lage)                                    | PA00116471    | Inscrit      | 1929      | weitere Bilder |
| Haus Herriot                        |              | Rue des Rondes Rue du Tambour (Lage)                     | PA00116503    | Classé       | 1921      | weitere Bilder |
| Haus Janin                          |              | Rue des Rondes Rue de la Tour (Lage)                     | PA00116472    | Inscrit      | 1925      | weitere Bilder |
| Haus Jean Escoffier                 |              | Place de la Halle (Lage)                                 | PA00116459    | Classé       | 1921      | weitere Bilder |
| Haus Jourdan                        |              | Rue des Rondes (Lage)                                    | PA00116473    | Classé       | 1937      | weitere Bilder |
| Haus Magnin                         |              | Rue du For (Lage)                                        | PA00116474    | Classé       | 1941      | weitere Bilder |
| Haus Magnin und Gaillard            |              | Rue du For (Lage)                                        | PA00116475    | Classé       | 1921      | weitere Bilder |
| Haus Mandon                         |              | Rue des Rondes (Lage)                                    | PA00116476    | Classé       | 1930      | weitere Bilder |
| Haus Martinet und Grassin           |              | Rue du Prince (Lage)                                     | PA00116477    | Classé       | 1921      | weitere Bilder |
| Haus Massa                          |              | Rue du Tambour (Lage)                                    | PA00116510    | Inscrit      | 1929      | weitere Bilder |
| Haus Pacard                         |              | Rue du For (Lage)                                        | PA00116478    | Classé       | 1941      | weitere Bilder |
| Haus Perrin                         |              | Rue des Rondes (Lage)                                    | PA00116479    | Classé       | 1921      | weitere Bilder |
| Haus Petit-Saint-Georges            |              | Place de la Halle (Lage)                                 | PA00116480    | Inscrit      | 1929      | weitere Bilder |
| Haus Peychiers                      |              | Rue de la Halle-au-For (Lage)                            | PA00116481    | Classé       | 1941      | weitere Bilder |
| Haus Plantier                       |              | Rue des Rondes (Lage)                                    | PA00116482    | Classé       | 1921      | weitere Bilder |
| Haus Prince                         |              | Rue du Prince (Lage)                                     | PA00116460    | Classé       | 1921      | weitere Bilder |
| Haus Prince                         |              | Rue du Prince (Lage)                                     | PA00116462    | Classé       | 1921      | weitere Bilder |
| Haus Raynaud-Gaillard               |              | Rue du For Rue de la Brune Rue de la Halle-au-For (Lage) | PA00116483    | Classé       | 1941      | weitere Bilder |
| Haus Rouby                          |              | Rue des Rondes (Lage)                                    | PA00116484    | Classé       | 1941      | weitere Bilder |
| Haus Ruivet                         |              | Rue du For (Lage)                                        | PA00116485    | Classé       | 1921      | weitere Bilder |
| Haus Ruyssen                        |              | Rue des Rondes (Lage)                                    | PA00116486    | Inscrit      | 1929      | weitere Bilder |
| Haus Salomon                        |              | Rue des Rondes (Lage)                                    | PA00116488    | Classé       | 1924      | weitere Bilder |
| Haus Sambet-Bailly                  |              | Rue du Tambour (Lage)                                    | PA00116489    | Classé       | 1941      | weitere Bilder |
| Haus Tacani                         |              | Place de la Halle (Lage)                                 | PA00116490    | Classé       | 1937      | weitere Bilder |
| Haus Tary                           |              | Rue du Prince (Lage)                                     | PA00116491    | Classé       | 1930      | weitere Bilder |
| Haus Thevenet-Falconnet             |              | Rue des Rondes (Lage)                                    | PA00116492    | Classé       | 1941      | weitere Bilder |
| Haus Thevenin                       |              | Rue du Prince (Lage)                                     | PA00116493    | Classé       | 1921 1941 | weitere Bilder |
| Haus Thibault                       |              | Rue des Rondes (Lage)                                    | PA00116495    | Inscrit      | 1929      | weitere Bilder |
| Haus Thibaut                        |              | Rue du Tambour Rue de la Filaterie (Lage)                | PA00116494    | Classé       | 1924      | weitere Bilder |
| Haus Thibaut                        |              | Rue des Rondes Rue du Tambour (Lage)                     | PA00116504    | Inscrit      | 1925      | weitere Bilder |
| Haus Thimon                         |              | Rue des Rondes (Lage)                                    | PA00116496    | Inscrit      | 1929      | weitere Bilder |
| Haus Timon                          |              | Rue des Rondes (Lage)                                    | PA00116500    | Inscrit      | 1929      | weitere Bilder |
| Haus Valensot                       |              | Rue des Rondes (Lage)                                    | PA00116498    | Classé       | 1929      | weitere Bilder |
| Haus Vallet                         |              | Rue des Rondes (Lage)                                    | PA00116497    | Inscrit      | 1929      | weitere Bilder |
| Haus Vernay                         |              | (Lage)                                                   | PA00116507    | Classé       | 1912      | weitere Bilder |
| Porte d’En-Bas                      |              | (Lage)                                                   | PA00116517    | Inscrit      | 1929      | weitere Bilder |
| Porte d’En-Haut                     |              | Place de l’église (Lage)                                 | PA00116518    | Classé       | 1912      | weitere Bilder |
| Stadtbefestigung                    |              | Rue des Rondes (Lage)                                    | PA00116520    | Classé       | 1921      | weitere Bilder |
| Stadtbefestigung                    |              | Rue des Rondes (Lage)                                    | PA00116522    | Classé       | 1921      | weitere Bilder |
| Stadtbefestigung                    |              | Rue des Rondes (Lage)                                    | PA00116524    | Classé       | 1921      |                |
| Stadtbefestigung                    |              | Rue des Rondes (Lage)                                    | PA00116527    | Classé       | 1921      | weitere Bilder |
| Stadtbefestigung beim Haus Grezin   |              | Rue des Rondes (Lage)                                    | PA00116521    | Classé       | 1921      | weitere Bilder |
| Stadtbefestigung beim Haus Messimy  |              | Rue des Rondes (Lage)                                    | PA00116528    | Classé       | 1921      | weitere Bilder |
| Stadtbefestigung beim Haus Moschard |              | Rue des Rondes (Lage)                                    | PA00116526    | Classé       | 1921      | weitere Bilder |
| Stadtbefestigung                    |              | Rue des Rondes (Lage)                                    | PA00116523    | Classé       | 1924      | weitere Bilder |
| Haus des Sergent de Justice         |              | Rue des Rondes (Lage)                                    | PA00116529    | Classé       | 1921      | weitere Bilder |
| Stadtbefestigung                    |              | Rue des Rondes (Lage)                                    | PA00116519    | Inscrit      | 1929      | weitere Bilder |
| Ruinen des Hauses Salomon           |              | Rue des Rondes Rue du Tambour (Lage)                     | PA00116487    | Classé       | 1924      | weitere Bilder |

## Liste der Objekte
- Monuments historiques (Objekte) in Pérouges in der Base Palissy des französischen Kultusministeriums